# Carrolltown (Pennsylvanie)
Carrolltown est un borough situé au nord-est de la partie centrale du comté de Cambria, en Pennsylvanie, aux États-Unis,. En 2010, il comptait une population de 853 habitants. Il est incorporé le 30 mars 1858.

## Démographie
Lors du recensement de 2010, le borough comptait une population de 853 habitants. Elle est estimée, le 1er juillet 2019, à 804 habitants.

### Source de la traduction
- (en) Cet article est partiellement ou en totalité issu de l’article de Wikipédia en anglais intitulé « Carrolltown, Pennsylvania » (voir la liste des auteurs).